# Hoploscopa
Hoploscopa is een geslacht van vlinders van de familie van de grasmotten (Crambidae), uit de onderfamilie van de Hoploscopinae. De wetenschappelijke naam en de beschrijving van dit geslacht zijn voor het eerst gepubliceerd in 1886 door Edward Meyrick. 
Soorten van het geslacht Hoploscopa komen voor van Malakka en Sumatra in het westen tot de Samoa-eilanden in het oosten en van noordelijk Thailand in het noorden tot Vanuatu en Fiji in het zuiden. In Queensland (Australië) en Nieuw-Caledonië ontbreken deze soorten. De soorten van dit geslacht hebben hun leefgebied in tropische bergbossen, met slechts enkele soorten die in laaglanden worden aangetroffen.
Van drie soorten Hoploscopa is bekend dat de rups op Diplazium esculentum (Athyriaceae) leeft. Andere waardplanten zijn Sphaerostephanos unitus (Thelypteridaceae) en Dicranopteris linearis (Gleicheniaceae), maar het is niet bekend om welke Hoploscopa-soorten het precies gaat.

## Soorten
- Hoploscopa agtuuganonensis Léger & Nuss, 2020
- Hoploscopa albipuncta Léger & Nuss, 2020
- Hoploscopa albomaculata Léger & Nuss, 2020
- Hoploscopa anacantha Léger & Nuss , 2020
- Hoploscopa anamesa Tams, 1935
- Hoploscopa astrapias Meyrick, 1886
- Hoploscopa aurantiacalis (Snellen, 1895)
- Hoploscopa boleta Léger & Nuss, 2020
- Hoploscopa brunnealis (Snellen, 1895)
- Hoploscopa cynodonta Léger & Nuss, 2020
- Hoploscopa danaoensis Léger & Nuss, 2020
- Hoploscopa diffusa (Hampson, 1919)
- Hoploscopa gombongi Léger & Nuss, 2020
- Hoploscopa gracilis Léger & Nuss, 2020
- Hoploscopa ignitamaculae Léger & Nuss, 2020
- Hoploscopa isarogensis Léger & Nuss, 2020
- Hoploscopa jubata Léger & Nuss, 2020
- Hoploscopa kelama Léger & Nuss, 2020
- Hoploscopa kinabaluensis Léger & Nuss, 2020
- Hoploscopa luteomacula Nuss, 1998
- Hoploscopa mallyi Léger & Nuss, 2020
- Hoploscopa marijoweissae Léger & Nuss, 2020
- Hoploscopa matheae Léger & Nuss, 2020
- Hoploscopa mediobrunnea (Joannis, 1929)
- Hoploscopa metacrossa (Hampson, 1917)
- Hoploscopa nauticorum Tams, 1935
- Hoploscopa niveofascia Léger & Nuss, 2020
- Hoploscopa obliqua (Rothschild, 1915)
- Hoploscopa ocellata (Hampson, 1919)
- Hoploscopa pangrangoensis Léger & Nuss, 2020
- Hoploscopa parvimacula Léger & Nuss, 2020
- Hoploscopa persimilis (Rothschild, 1915)
- Hoploscopa pseudometacrossa Léger & Nuss, 2020
- Hoploscopa quadripuncta (Rothschild, 1915)
- Hoploscopa semifascia (Hampson, 1919)
- Hoploscopa sepanggi Léger & Nuss, 2020
- Hoploscopa subvariegata (Rothschild, 1915)
- Hoploscopa sumatrensis Léger & Nuss, 2020
- Hoploscopa titika Léger & Nuss, 2020
- Hoploscopa tonsepi Léger & Nuss, 2020
- Hoploscopa triangulifera (Hampson, 1919)
- Hoploscopa ypsilon Léger & Nuss, 2020